# Hof Costensol
Der Hof Costensol, auch Kostensol genannt, ist eine Wüstung zwischen Waiblingen und dem Ortsteil Hegnach im Rems-Murr-Kreis östlich von Stuttgart.

## Lage
Der Hof Costensol stand in einem Weinbaugebiet zwischen Waiblingen im Südosten, Hegnach im Norden und Oeffingen im Westen. Das Gebiet um den ehemaligen Hof heißt heute Kostesol und ist in Oberes, Unteres, Mittleres und Hinteres Kostesol gegliedert. Die genaue Lage in diesem Gebiet ist nicht mehr bekannt. Heute befinden sich in diesem Gebiet Streuobstwiesen und landwirtschaftliche Nutzflächen. In den Gewannen Unteres und Mittleres Kostesol stehen heute insgesamt drei bewohnte Häuser. Ein Zusammenhang mit dem Hof lässt sich nicht mehr erschließen.

## Geschichte
In einem Dokument aus dem Jahre 1759 ist beurkundet, dass im Jahre 1360 Ruf von Rems, ein Edelknecht, den Hof Costensol von der Grafschaft Würtemberg zum Lehen hatte. Weiter wird noch beschrieben, dass vom Hof nichts mehr erhalten sei außer ein paar Weinbergen, die den Namen führen. Im Jahre 1474 beurkundete Georg Nothaft von Hohenberg, dass der Graf Ulrich zu Würtemberg ihm ein Zweiteil an dem Hof zu Costensol zu Waiblingen gelegen zu rechtem Mannlehen verliehen hat. Das Landeskundliche Informationssystem, kurz LEO-BW, vermutet jedoch, der Hof sei um 1370 abgegangen.